# 가면 라이더 - 키바 마계성의 왕
가면 라이더 - 키바 마계성의 왕(假面ライダ-キバ 魔界城の王, Kamen Rider Kiva: King of the Castle in the Demon World)은 일본에서 제작된 타사키 류타 감독의 2008년 판타지, 액션, SF 영화이다. 세토 코지 등이 주연으로 출연하였다.

## 출연

### 주연
- 세토 코지
- 타케다 코헤이
- 카토 케이스케
- 야나기사와 나나

### 조연
- 마츠다 켄지
- 코이케 리나
- 오카모토 레이
- 스기타 토모카즈
- 이시다 아키라
- 와카모토 노리오
- 호리우치 켄유
- 키노시타 호우카
- 카나야마 카즈히코
- 시노하라 에미
- 후지타 요시노리

## 제작진
- 원작자: 이시노모리 쇼타로
- 특수촬영: 부츠다 히로시